# Ophraella bilineata
Ophraella bilineata là một loài bọ cánh cứng trong họ Chrysomelidae. Loài này được Kirby miêu tả khoa học năm 1837.